# Athens (Ontario)
Pour les articles homonymes, voir Athens.
Athens est une municipalité du Canada située dans les Comtés unis de Leeds et Grenville en Ontario.
Elle compte 2 984 habitants en 2020.
Elle comprend les communautés d'Anoma Lea, Athens, Beales Mills, Charleston, Glen Elbe, Glen Morris, Hayes Corners, Wiltsetown.